# أندي توبين
أندي توبين هو سياسي أمريكي، ولد في 27 يونيو 1958 في نيويورك في الولايات المتحدة. نشط حزبياً في الحزب الجمهوري. وقد انتخب عضو مجلس نواب أريزونا ‏.